# Pentobarbital

Strukturformel för pentobarbital

Pentobarbital (med summaformeln C11H18N2O3) är ett lugnande och sömngivande preparat som tillhör gruppen barbiturater. Pentobarbital är kortverkande och användes förr för narkos. Det fanns på 1960-talet även som sömnmedel och såldes då som pulver inneslutet i kapslar. Det gick i Sverige under varunamnet Nembutal men avregistrerades 1980. Finns fortfarande under det namnet i en del andra länder, däribland i USA och tillverkas då av Lundbeck. År 1985 avregistrerades de tre sista medicinerna med preparatet i sig i Sverige, och 2011 finns det inga mediciner som innehåller preparatet.
Substansen är narkotikaklassad och ingår i förteckning P III i 1971 års psykotropkonvention, samt i förteckning IV i Sverige.
Våren 2011 blossade det upp en debatt i framför allt Danmark om vilka etiska regler man skall följa, eftersom det dansktillverkade preparatet började användas vid avrättningar med hjälp av injektion. Frågan företaget ställer sig är om det är rätt att sluta sälja medicinen som hindrar svårt sjuka epileptiker från att dö av sin sjukdom, för att undvika att deras medicin används vid avrättningar.

## Användning på djur
Pentobarbital används av veterinärer för avlivning av djur, som då vanligtvis injiceras intravenöst i en lösning med etanol. Eftersom giftet stannar kvar i kroppen och inte bryts ner måste kroppen tas om hand på ett sätt så att inte vilda djur kan komma åt det, då dessa annars kan avlida eller på annat vis komma till skada. Pentobarbital är också skadligt för människor, varför det är förbjudet att nyttja preparatet vid avlivning av djur som skall användas inom livsmedelsproduktion. Stor försiktighet måste tas av veterinärer och annan personal, så att de inte omedvetet får in det i kroppen.

## Läkarassisterat självmord
I läkarassisterat självmord, av organisationen Dignitas i Schweiz och av sjukvården i Nederländerna och Oregon används preparatet för att försätta patienten i koma, varefter patienten ges en dödlig dos av curare vilket förlamar patienten och leder till hjärtstopp.

## Medicin eller avrättningsmedel i USA
Preparatet pentobarbital används i USA som en delingrediens av det som injiceras vid avrättningar av dödsdömda fångar. Det är en kontroversiell användning av en medicin som kan rädda livet på ca 42 000 personer med grav epilepsi enbart i landet.
Tidigare användes pentobarbital tillverkad i Italien och Tyskland, men regeringarna förbjöd försäljning till USA, för att det inte skall användas vid avrättningar. Det kvarvarande alternativt var då det danska läkemedelsföretaget Lundbeck. Lundbecks preparat användes i en avrättning av den dödsdömde fången Cary Kerr den 3 maj 2011 i Texas. Tidigare hade redan Ohio och Oklahoma använt det, och även South Carolina planerar att använda Lundbecks preparat.
Företagets dilemma är, enligt Biotech Sweden, att de inte kan sluta sälja medicinen i USA, för då riskerar epileptikerna att stå utan medicin, samtidigt som de inte vill att det som skall rädda liv används till motsatsen. De har försökt att få till ett slutförbrukaravtal, som förbinder köparen att inte sälja det vidare till avrättningar, men det går ändå inte att säkerställa att preparatet inte når de nordamerikanska fängelserna. Danmarks tongivande investor-företag, ATP, tycker ändå inte att Lundbecks har gjort tillräckligt i pentobarbital-affären, och vill ha mer information hur de skall gå vidare.

## Heaven's Gate
Preparatet användes vid ett kollektivt självmord av Heaven's Gate-sekten i Kalifornien, den 24–26 mars 1997. Självmordet utfördes i tre omgångar vid passagen av kometen Hale–Bopp, som sektmedlemmarna trodde medförde en rymdfarkost som skulle ta dem till himmelriket. Sammanlagt dog 39 sektmedlemmar av den dödliga mixen av vodka och pentobarbital, 21 kvinnor och 18 män.